# 크리스보그 켈드
크리스보그 켈드(Kristbjörg Kjeld, 1935년 6월 18일 ~ )는 아이슬란드의 배우이다.
레이캬비크에서 태어났다.

## 영화
- 참새 (2015년)
- 플레잉 위드 볼즈 (2014년)
- 킹스 로드 (2010년)
- 마마 고고 (2010년)
- 결혼식 소동 (2008년)
- 차가운 빛 (2004년)
- 성난 바다 (2002년)
- 피아스코 (1999년)